# Te
 Ikke at forveksle med Tee.
Te er en aromatisk drik, der fremstilles ved at hælde varmt eller kogende vand over tebuskens blade. Efter vand er te den væske, der drikkes mest af i verden. Te findes i mange varianter med forskellig smag. Nogle typer te som darjeeling og kinesiske grønne teer har en let bitter smag, hvorimod andre har sødere nødde- eller blomsteragtig smag.
Te indeholder koffein og theophyllin. Koffeinen i te kaldtes tidligere tein.
Te opstod i Kina muligvis som en drik med helbredende virkning. Teen og drikken blev bragt til Europa første gang af portugisiske præster og købmænd i det 1500-tallet og senere af hollandske købmænd. Te blev populær i England i løbet af det 1600-tallet. Englændere begyndte teproduktion i stor stil i Indien for at bryde Kinas dominerende rolle på verdensmarkedet for tehandel.
Betegnelsen frugtte og urtete anvendes om drikke brygget på andre frugter og planter end teplanten. Som eksempler kan nævnes hybente, kamillete og rooibos.

## Tesorter
Te fra tebuskens blade bruges til fremstilling af fire slags te:
- Hvid te er de helt friske skud på tebusken, som plukkes tidligt på foråret, før tebusken begynder at blomstre.
- Grøn te er den te, som dannes ved tørring af friskplukkede teblade.
- Sort te er grøn te, der er knust og oxyderet af luften. Iltningen giver tebladene den karakteristiske sorte farve.
- Oolong te er en let oxideret grøn te, en slags mellemting mellem grøn te og sort te.

Iste, der er te, som serveres afkølet, fremstilles også kunstigt.

## Teproduktion

### Første tørring
Ved den første tørring fordeles tebladene på en rist, hvor de ligger i et halvt til et helt døgn for dels at fjerne fugt, dels at reducere vandindholdet med 60-70 %. Tørringstiden afhænger af bladenes vandindhold, og hvilken region de kommer fra.

### Rulning
Efter den første tørring ødelægges bladene for at frigive enzymer fra cellerne. Det sker ved at rulle bladene, så de går i stykker. Nu hakkes bladene eller skæres i ensartede stykker.

### Oxidation
De enzymer, der frigives ved rulningsprocessen, begynder at oxidere tebladene i samme øjeblik, de kommer i kontakt med luften. Under denne proces skifter bladene farve fra grøn over gyldenbrun til sort. Sort te er oxideret fuldstændigt, mens oolong te kun er oxideret 30-60 %.
Oxidationsprocessen kaldtes ofte fejlagtigt for fermentering.

### Anden tørring
Oxidationen stoppes ved endnu en tørring, en opvarmning.

## Tebrygning
Den traditionelle måde at brygge te på er at hælde kogende eller næsten kogende vand over teblade i en tepotte.

### Vandtemperatur ved brygning
Den bedste temperatur for brygning af te afhænger af typen.
| Type      | Vand temp.   | Trække tid   | Antal genbrug |
| Hvid te   | 65 til 70 °C | 1–2 minutter | 3             |
| Gul te    | 70 til 75 °C | 1–2 minutter | 3             |
| Grøn te   | 75 til 80 °C | 1–2 minutter | 4-6           |
| Oolong te | 80 til 85 °C | 2–3 minutter | 4-6           |
| Sort te   | 99 °C        | 2–3 minutter | 2-3           |

## Temærker
Lipton er et engelsk temærke grundlagt i England af Thomas Lipton. Mærket ejes i dag af det engelske/hollandske Unilever. Lipton producerer primært brev-te.
Twinings blev grundlagt i England i 1706 og var de første til at producere Earl Grey. Den engelske jarl og premierminister Charles Grey gav opskriften på en teblanding til Twinings, der opkaldte teen efter ham.
Pickwick er et hollandsk te-mærke, som laver brev-te.
Kusmi Tea (grundlagt i Skt. Petersborg i Rusland i 1867) er berømt for originale russiske teblandinger med citrus og krydderier. Kusmi Tea var leverandør af te til den russiske tsar. Prince Vladimir er en af firmaets mest berømte russiske blandinger af sort te fra Kina smagt til med citrus, vanille og krydderier.
Kombucha er en drik lavet ved gæring af en færdigbrygget sort eller grøn te.

## Andre former for te
Ordet te benyttes også om udtræk fra andre planter end tebusken.
- Urtete er udtræk af urter som kamille, mynte eller hyben.
- Rooiboste er udtræk af blade fra det sydafrikanske rooibostræ.
- Mate er tørrede blade af en sydamerikansk kristtorn.

## Teens danske historie
Det formodes, at teen kom til Danmark fra Holland sidst i 1600-tallet. De ældste tepotter fundet i Danmark stammer fra 1665. Det passer med den øvrige europæiske udbredelse af te. Før den asiatiske te blev indført i Danmark, var der tradition for tilberedning af urter med varmt vand, fx kamillete.

### Handel mellem Asien og Europa
Danmark havde gennem Ostindisk Kompagni handelsforbindelser med Indien, hvor kompagniet havde handelsstationen Tranquebar. Fra Tranquebar handlede man varer med andre asiatiske lande, især Kina. I 1674 ønskede Dansk Ostindisk Kompagni direkte handel med Kina og Japan. Derfor sendte Kompagniet i 1674 skibet Fortuna fra København. Efter ophold i Tranquebar ankom Fortuna i 1676 til byen Fuzhou i det sydlige Kina. Besætningen medbragte et brev fra Kong Christian den 5. til Kinas kejser Kangxi, hvori kongen understregede vigtigheden af gode relationer mellem de to riger og en udvikling af skibsfart og handel. I løbet af nogle år udbygges handelsrelationerne, og der blev etableret et dansk-kinesisk handelskontor.
I 1732 blev Asiatisk Kompagni oprettet til afløsning af Ostindisk Kompagni, hvorved der opstod en mere systematiseret handel med Kina, som ikke mindst fik betydning for teindustrien. Der kom nu langt mere te til Danmark (og Europa) end tidligere. Dengang havde Hong Kong-tehandlerne nærmest monopol på handelen mellem Kina og udenlandske købmænd, og der var derfor hårde handelsvilkår.

### Teen vinder indpas som kultiveret drik
Op gennem 1700-tallet vandt teen indpas i Danmark som en fin og kultiveret drik, der blev drukket i stedet for øl eller brændevin. Den dansk-norske forfatter Ludvig Holberg priste teen som en drik, der tillader borgerskabets fruer at gøre 10 visitter på en dag uden at vende berusede hjem. Tehandelen blomstrede i sidste halvdel af 1700-tallet særligt i Københavns gamle bydele, hvor små havepavilloner begyndte at dukke op som svar på ønsket om et sted at nyde sin te.
I 1835 stiftedes et af Danmarks ældste tehuse, A.C. Perchs Thehandel, af Niels Brock Perch, der opkaldte butikken efter sin tredjeældste søn. Denne tehandel ligger i Kronprinsensgade 5 som midt i 1800-tallet, og her tiltaler personalet stadig kunderne med De.

## Te eller The?
Staves det te eller the? Svaret er te ifølge Dansk Sprognævn:
"Stavemåden te har været den eneste korrekte siden den første retskrivningsordbog udkom i 1872.
Ordet te kom ind i dansk i sidste halvdel af 1600-tallet gennem det hollandske thee. Til at begynde med blev det på dansk stavet thee eller the, men siden 1872 har det været te.
Man ser ikke så sjældent stavemåden the måske fordi den franske stavemåde får teen til at virke finere eller mere eksotisk. Men i virkeligheden er stavemåden the lige så forældet som theater, throne, rhabarber, thema og uhr, der jo i dag alle skrives uden h." 
A.C. Perchs Thehus og Østerlandsk Thehus skriver stadig the, som på fransk (thé). På engelsk skrives tea.

## Atypiske te-ingredienser
Ud over de andre former for te har forskellige kulturer sat præg på, hvordan teen indtages sammen med andre ingredienser. Her følger eksempler på forskellige tedrikke:
- Suutei tsai: Mongolsk mælkete tilsat stegt hirse.
- Bubble Tea: Taiwansk frugtte tilsat tapioca-perler.
- Oste-te: Populært i Kina, hvor teen indtages med et tykt lag ost på toppen.
- Marokkansk te: Grøn te serveret i en kop med friske myntestilke.
- Chai te: Indisk te tilsat krydderier.

## Galleri
- Tebrev med hyben og hibiscus trækker.
- Indonesisk istesælger.
- Temarker i Malaysia.